# بندياكة قنابية
البندياكة القنابية (الاسم العلمي:Pandiaka involucrata) هي نوع من النبات تتبع جنس البندياكة من الفصيلة القطيفية.